# Halfaouine asfour stah
Halfaouine asfour stah (àrab: عصفور السطح ʿUṣfūr as-saṭḥ, ‘L'ocell del teulat’; àrab tunisià: عصفور السطح, ʿAṣfūr s-sṭaḥ) és una pel·lícula tunisiana del 1990 del director Férid Boughedir.

## Argument
A Halfaouine, un barri de Tunis, la vida del jove Noura, interpretat amb delicadesa pel nebot del director, es divideix entre diversos mons: el dels homes al carrer, per un costat, però també el de les dones, amb qui encara pot compartir el hammam (bany turc) malgrat que s'acosta la seva pubertat, i la seva imaginació, en la qual tem el pas a la vida adulta. Boughedir pinta una imatge feliç de la vida tunisiana i il·lustra les relacions subtils i complexes entre homes i dones a Tunísia.
El noi descobreix els plaers de la vida mentre la seva família accepta que ha esdevingut un adolescent. El nen intenta, sempre que té l'oportunitat, veure el cos nu d'una dona. Després de tres o quatre intents, el nen ho aconsegueix. Es tracta d'una producción franco-tunisiana.

## Repartiment
- Selim Boughedir: Noura
- Mustapha Adouani: Si Azzouz
- Rabia Ben Abdallah: Jamila
- Mohamed Driss: Salih
- Hélène Catzaras: Latifa
- Fatma Ben Saïdane: Saloua
- Abdelhamid Guayas: Cheikh Mokhtar
- Jamel Sassi: Moncef
- Carolyn Chelby: Leïla
- Fethi Haddaoui: Khemaïs

## Crítica
Segons l'Abécédaire du cinéma tunisien, aquesta pel·lícula és un «tot Boughedir»: 
| « | Una cinefília rumiada i digerida segons les magnetitzacions d'un radar interior, una mirada atorada per la bellesa de les dones i la seva sensualitat, un humor bondadós i contagiós que sona cert, una capacitat narrativa constantment despertada i sostinguda. | » |

Boughedir presenta una rica varietat de personatges saborosos dels antics barris tradicionals de Tunis, extrets sense nostàlgia dels records de la seva adolescència. S'observen sense prejudicis a través dels ulls del jove Noura, la qual cosa dona coherència i fluïdesa a la producció, recolzada per l'edició de Moufida Tlatli. La qualitat de les escenografies i del vestuari permet a l'espectador identificar a l'instant els trets distintius dels diferents entorns que la pel·lícula convida a visitar. La música alegre i suau ajuda a fer de la pel·lícula una crònica allunyada del barri de Halfouine. El tema instrumental d'Anouar Brahem també va donar lloc a una cançó Ritek mâ Naâref Win, escrita per Ali Louati i interpretada per Lotfi Bouchnak, l'èxit de la qual la va convertir en la tornada nostàlgica dels romanços evocats pels barris populars de Tunis.

## Premis
- Tanit d'or, premi a la millor interpretació, premi a la millor direcció i premi Unesco al Festival de Cinema de Cartago
- Palma d'Or de la XI edició de la Mostra de València[4]
- Medalla d'or a la millor pel·lícula al Festival de Cinema de Giffoni